# Peter Weiß (Schauspieler)
Peter Weiß (* 27. November 1962 in München) ist ein deutscher Schauspieler und künstlerischer Sprecher.

## Leben und Werk
Bereits bevor Weiß sein Schauspielstudium an der Universität Mozarteum Salzburg begann, wurde er von Percy Adlon für seinen Film Zuckerbaby engagiert. Theaterrollen spielte er bei den Salzburger Festspielen, dem Stadttheater Frankfurt, dem Theatersommer von Cordula Trantow, den Luisenburg-Festspielen und dem Münchner Volkstheater. Sein Studium an der Universität Mozarteum Salzburg schloss er 1987 mit dem Schauspieldiplom ab.
Peter Weiß erhielt 1990 den Förderpreis des Freistaates Bayern für junge Künstler.
Neben seiner Arbeit als Schauspieler ist Weiß als Sprecher beim Bayerischen Rundfunk tätig, so für die Sendung quer und beim Adventssingen des Bayerischen Rundfunks. Im Radio hört man seine Stimme in den Programmen von Bayern 2, BR-Klassik und Bayern 1. Als Sprecherzieher fungiert Peter Weiß sowohl im Augsburger Priesterseminar, als auch für den journalistischen Nachwuchs des Bayerischen Rundfunks.

## Filmografie (Auswahl)
- 1985: Der Alte – Der Leibwächter
- 1985: Zuckerbaby
- 1987: Derrick – Nachtstreife
- 1989: Löwengrube – Wachablösung
- 1991: Dido – Das Geheimnis des Fisches
- 1988–1992: Die zweite Heimat – Chronik einer Jugend
- 1993: Rußige Zeiten
- 1994: Der Komödienstadel – Die Hochzeitskutsche
- 1995: Polizeiruf 110 – Bruder Lustig (TV-Reihe)
- 1997: Der Bulle von Tölz: Tod in der Brauerei
- 1997: Bandits
- 1997: Polizeiruf 110 – Die falsche Sonja

- 1998: Derrick – Die Tochter des Mörders
- 1999: Bittere Unschuld
- 2000: Forsthaus Falkenau (TV-Serie, eine Folge)
- 2001: Vera Brühne
- 2002: Verlorenes Land
- 2004: Forsthaus Falkenau (drei Folgen als Karsten Weidmann)
- 2006: Grüß Gott, Herr Anwalt
- 2006: Wie Licht schmeckt
- 2007: SOKO Kitzbühel – Schatting
- 2008: SOKO 5113 – Mitten ins Herz
- 2008: Die Rosenheim-Cops – Am toten Punkt
- 2010: Kommissarin Lucas – Aus der Bahn
- 2010: Mord in bester Gesellschaft – Das eitle Gesicht des Todes
- 2011: Die Rosenheim-Cops – Tödliche Neugier
- 2011: Notruf Hafenkante – Hilfe für die Reiterstaffel
- 2012: Das Leben ist ein Bauernhof
- 2012: Die Garmisch-Cops – Badeschaum für einen Toten
- 2013: Die Kronzeugin – Mord in den Bergen
- 2013: SOKO Kitzbühel – Waidmannstod
- 2013: Die Rosenheim-Cops – Ein Teich, ein Frosch, ein Mord
- 2016: Notruf Hafenkante – Vater, Mutter, Kind
- 2017: Um Himmels Willen – Brautalarm
- 2018: Kommissarin Lucas – Das Urteil
- 2018: Hannes
- 2021: Tage, die es nicht gab
- 2022: Watzmann ermittelt – Trachtenwahnsinn